# كأس الجزائر 1966–67
كأس الجزائر 1966–67 هو موسم من كأس الجزائر. أشرف على تنظيمه الإتحاد الجزائري لكرة القدم، وفاز فيه وفاق سطيف.